# اچ‌ام‌اس تاندرر (۱۷۶۰)
اچ‌ام‌اس تاندرر (۱۷۶۰) (به انگلیسی: HMS Thunderer (1760)) یک کشتی بود که طول آن ۱۶۶ فوت ۶ اینچ (۵۰٫۷۵ متر) بود. این کشتی در سال ۱۷۶۰ ساخته شد.